# 다키미즈역
다키미즈역(일본어: 滝水駅)은 일본 구마모토현 아소시에 위치한 규슈 여객철도 호히 본선의 철도역이다. 단선 승강장 1면 1선의 구조를 갖춘 지상역이다.

## 역 주변
- 아소 시청 나미노 지소

## 역사
- 1928년 12월 2일 : 일본 철도성이 개설.
- 1971년 : 무인화.
- 1987년 4월 1일 : 일본국유철도 분할 민영화에 의해, 규슈 여객철도가 승계.
- 2012년 7월 12일 : 규슈 북부 폭우에 의해, 영업 중지.
- 2013년 8월 4일 : 호히 본선의 전 노선 복구에 수반해 영업 재개.

## 인접 역
| 호히 본선            | 호히 본선   | 호히 본선            |
| -------------------- | ----------- | -------------------- |
| 나미노 구마모토 방면 | ■ 호히 본선 | 분고오기 오이타 방면 |